# 名探偵コナン ハロウィンの花嫁
『名探偵コナン ハロウィンの花嫁』（めいたんていコナン ハロウィンのはなよめ）は、2022年4月15日公開のアニメ映画で、劇場版『名探偵コナン』シリーズの第25作目にあたる。
キャッチコピーは「永遠の愛、誓ってもいいよね？」「真実を守り抜け─ 火が灯された運命のスクランブル!!」「命ある限り─ 〈桜〉の想いは受け継がれる」。

## 概要
2021年12月1日に、『週刊少年サンデー』2022年1号の誌上にて2022年4月15日公開であることが発表された。同日には青山剛昌によるビジュアルも解禁され、新郎新婦姿の高木渉と佐藤美和子、黒服姿の安室透（降谷零）ら警察学校組が描かれており、監督が満仲勧、脚本が大倉崇裕であることが公表された。
2021年12月23日には新予告映像が解禁されると同時に、音楽がこれまでの作品で一貫して担当した大野克夫から菅野祐悟へ交代することも発表された。ただし、メインテーマの編曲にはアドバイスを出すなど、大野も引き続き制作の一部に関与もしている。
本作は、安室透が第22作『ゼロの執行人』以来3作ぶりにメインキャラクターとして登場。また、高木刑事と佐藤刑事の関係にもスポットが当てられて2人が活躍する内容ともなっている。
伊達航、萩原研二、諸伏景光は本作で劇場版初登場となる。松田陣平は第20作『純黒の悪夢』以来5作ぶりの劇場版登場だが、当時は安室の回想シーンのみの登場でセリフも無かったため、こちらも本作が本格的な劇場版初登場となる。この4人は既に故人であることから本作でも回想シーンのみの登場だが、安室や高木や佐藤と共にストーリーの中心人物として描かれている。
三池苗子は、本作がセリフありでの劇場版初登場となる。宮本由美も、前作『緋色の弾丸』から2作連続で登場。風見裕也は安室と共に『ゼロの執行人』以来3作ぶりの劇場版登場で、白鳥警部と千葉刑事も前作ではラストシーンに台詞なしの登場だったため、『ゼロの執行人』以来の本格登場となる。松本清長は『漆黒の追跡者』以来12作ぶりの劇場版登場となったが、セリフはない。なお、本作は2003年1月6日に放送されたテレビスペシャル（アニメ第304話）「揺れる警視庁 1200万人の人質 (With a Bang (Case Closed)) 」の後日談にも相当しており、その犯人である爆弾犯の男も本作に再登場する。このため、テレビシリーズ本放送枠では公開間近の2022年3月19日から4月9日の4週にわたり、デジタルリマスターの分割再編集版の「揺れる警視庁 1200万人の人質」がI - IVの全4話に分割する形で再放送された。本作公開翌日の4月16日には、本作のプレストーリーにあたる1036話『空飛ぶハロウィンカボチャ』が放送された。
本作品のオープニングは舞台となる渋谷の街頭をモチーフとしたCG映像をバックに、コナンが新一になった経緯のダイジェストやコナンの周辺人物の紹介映像などを街頭に映しながら解説やクレジットが行われる形式となっている。また、従来の劇場版ではイントロ部分でタイトルが出ていたが、本作は初めてオープニング終盤（コナンの決め台詞の直後）にタイトルが表示された。そのため、第14作『天空の難破船』以来、英題の劇場ロゴがオープニングに登場しないが、ロゴ自体は例年通り製作されている。オープニングのキャストクレジットで佐藤刑事役の湯屋敦子、および高木渉が高木刑事役でクレジットされるのは本作が初。
本作では、初期の劇場版で使用されていた挿入歌「キミがいれば」が新たなアレンジで、第10作『探偵たちの鎮魂歌』以来15作ぶりに劇中で使用された。
劇場版シリーズでは、公開時期のゴールデンウィークに合わせて本編の時季もその前後となることが多いが、本作では第21作目『から紅の恋歌』以来4作ぶりに秋が舞台となった。
小説版は小学館ジュニア文庫から2022年4月15日に発売された。
2022年7月23日、本作品の時期に合わせた10月28日〜11月7日の期間限定で、プラスアルファの仕上げにこだわったバージョンフィルムを使ったスペシャルバージョンで「ハロウィン再会（リバイバル）上映」と題した再上映を行うことが発表された。
エピローグ後の次回作予告では、水中の映像をバックに「会いたかったぜ、シェリー」というジンのセリフが流れた後、次回作の2023年GW中の公開が決定した旨の予告が流れた。なお、ハロウィン再会上映でのエンディング後の予告映像はこれとは別の新しいものに変更された。新予告映像では、心臓の鼓動音と共に原作の灰原哀のコマが複数流れた後、水中へ沈む映像と共に「助けて」という彼女のセリフが流れた。その後、次回作のサブタイトルの1文字目が「黒」であることが明かされ、2023年GWの字幕が映し出された。この新予告映像は、東宝のYouTube公式チャンネルにて「劇場版『名探偵コナン2023』超特報【2023年GW公開】」と称して公開されている。のちに次回作は『黒鉄の魚影』であることが明かされた。

### 製作状況
企画段階で高木刑事と佐藤刑事がメインキャラクターとなる事、警察学校組（降谷、松田、伊達、萩原、諸伏）が登場する事が決定していた。警視庁所属のキャラクターが中心となるため舞台は東京となり、「液体爆弾」というアイディアが出た時点で土地に高低差がある渋谷に決定、「どうせだったら人がいっぱいいるときのほうがいいのでは」という意見から季節をハロウィンに設定した。人々はハロウィンで仮装しているため、群衆のCGモデルは従来の作品で作成された物から全て作り直された。冒頭の構成やクライマックスの展開、エピローグの内容は原作者の青山剛昌がアイディアを出している。

## ストーリー
ハロウィンが間近に迫ったある日、コナン達は渋谷の結婚式場で行われる高木渉と佐藤美和子の結婚式に招待される。実はこの式は、目暮警部の同期だった元刑事・村中努の結婚式を警護するための訓練だった。近日同じ式場で結婚式を挙げる予定の村中に、何者かからの脅迫状が届いていたのだ。
同じ頃、東都タワーでの事件で佐藤達が逮捕した連続爆弾犯が脱獄しており、公安警察の降谷零と風見裕也は男を追跡していた。2人は爆弾犯を追い詰めるも、男の首には首輪爆弾が仕掛けられており、男は爆死する。さらにそこに現れた仮面の人物によって、降谷は同じ首輪爆弾を付けられてしまう。
翌日、警視庁から帰ろうとしていたコナンたちは、警視庁の前で外国人の男性とすれ違う。その直後、男が持っていたタブレットが爆発。男は爆死し、灰原がその爆風で吹き飛ばされ、それを庇うために小五郎がトラックに轢かれてしまう。男の身元は不明のままだったが、遺留品の中には、捜査一課時代の松田陣平の名刺が入っていた。後日、コナンは小五郎の見舞いに行った帰りに公安の捜査員達に地下に連れて行かれ、首に爆弾を仕掛けられた降谷から3年前の出来事を聞かされる。
3年前の11月6日、降谷は警察学校時代の同期である松田・伊達航・諸伏景光と共に萩原研二の墓参りをした帰りに、仮面で顔を隠した謎の爆弾犯に遭遇する。松田が爆弾を解体し、降谷と諸伏が爆弾犯の肩を撃ち抜いて負傷させるも、あと一歩のところで爆弾犯は逃走してしまったという。
翌日、式場の見学に訪れた少年探偵団は、村中の婚約者であるクリスティーヌ・リシャールに代わってプレゼントを受け取りに行くことになる。しかし指定された場所は誰もいない廃ビルで、不審に思ったコナンは爆弾を発見する。コナンの機転で探偵団は生還し、コナンの証言から、爆弾犯の正体が「プラーミャ」と呼ばれる、世界各地で活動する殺し屋であることが判明する。
その頃、廃ビル爆破事件の捜査をしていた千葉刑事が、何者かに拉致されてしまう。犯人からは「松田刑事を連れて来い」と脅迫があり、高木が松田刑事に変装して取り引きに向かうことになった。地下水道に誘導された高木はエレニカ・ラブレンチエワをリーダーとするプラーミャに復讐を誓う組織「ナーダ・ウニチトージティ」と出会う。高木は千葉を連れて脱出するが、松田の死を知られた上にグループに逃げられてしまう。
ハロウィン当日の10月31日、事件の真相を確信したコナンはエレニカ達の元へ行き、プラーミャを追い詰めるために手を結ぶ。結婚式会場では村中とクリスティーヌ2人だけの結婚式が執り行われるが、そこにエレニカ達が乱入し、プラーミャの正体はクリスティーヌだと告発する。本性を現したプラーミャは隠し持っていた武器で刑事達を次々と退け逃走。コナンは屋上に先回りしてプラーミャを止めようとするが、彼女から渋谷全域を巻き込んだ恐るべき計画を明かされる。すると、ヘリコプターのパイロットに扮していた降谷が正体を表し、プラーミャとヘリはハチ公前の広場に墜落。プラーミャは負傷した降谷を殺そうとするが、村中にトドメを刺され遂に倒れた。
コナンは少年探偵団やナーダウニチトージティと協力し、プラーミャが渋谷に仕掛けた爆弾を停止させることに成功する。この時に使った方法は、新一が小学4年生の時に出会った男（萩原）に倣ったものだった。降谷は心の中で同期4人に感謝の言葉を述べ、帰宅後は同期たちが映った写真を前に、バーボンで乾杯した。

## 登場人物

### レギュラーキャラクター

#### メインキャラクター
本作の物語の中心となる登場人物。主人公のコナンを除く全員が警察関係者（所属は降谷が警察庁、それ以外は警視庁）であり、松田・伊達・萩原・諸伏は本編時点で故人となっている。
江戸川 コナン（えどがわ コナン）
声 - 高山みなみ
本作の主人公。本来の姿は「東の高校生探偵」として名を馳せている「工藤新一」だが、黒ずくめの組織に飲まされた毒薬・APTX4869の副作用で小学生の姿になっている。
本作ではロシア語を話せる事が判明した。
高木 渉（たかぎ わたる）
声 - 高木渉
本作のキーパーソン。警視庁捜査一課の刑事で巡査部長。佐藤刑事と交際中。
佐藤 美和子（さとう みわこ）
声 - 湯屋敦子
本作のヒロインにしてキーパーソン。警視庁捜査一課の刑事で警部補。同じ捜査一課の高木刑事と交際中。
安室 透 / 降谷 零（あむろ とおる / ふるや れい）
声 - 古谷徹
本作のキーパーソン。警察庁警備局警備企画課（ゼロ）の公安警察捜査官。偽名の安室、本名の降谷に加え、潜入捜査先である黒の組織では「バーボン」のコードネームを持つ、「トリプルフェイス」である。コナンは降谷が「トリプルフェイス」であることを知っており、協力体制を取ることもある。
脱獄した爆弾事件の犯人を追い詰めたところで、突如現れたプラーミャによって首輪爆弾をつけられてしまう。その後は公安の地下シェルター内に隔離された身にあったが、呼び出したコナンに3年前の出来事を伝え、プラーミャの捜査を依頼する。本作では日常会話程度のロシア語を話す場面も見られる。
松田 陣平（まつだ じんぺい）
声 - 神奈延年
本作のキーパーソン。元警視庁捜査一課の刑事で、故人。風貌が高木刑事に似ており、かつて佐藤刑事とは両想いだった。降谷零の同期。萩原とも親友で、彼と共に警視庁警備部機動隊爆発物処理班に所属していたが、萩原の死後に捜査一課へ異動。3年前の11月7日、杯戸ショッピングモール大観覧車に設置された爆弾解体中に殉職。
自身の命日になる前日、萩原の仇を取ることを誓うため彼の墓参りをしている。その帰り道に安室・諸伏・伊達と共にプラーミャと遭遇し、プラーミャが仕掛けた爆弾を解体した。
伊達 航（だて わたる）
声 - 東地宏樹
本作のキーパーソン。元警視庁刑事部捜査一課所属で故人。降谷の同期で高木の先輩。1年前、徹夜で事件の張り込みをした後の帰路で居眠り運転の車による交通事故に遭い事故死。
本作の事件から3年前、安室・松田・諸伏と共に、萩原の墓参りに訪れた際、プラーミャと遭遇していた。
萩原 研二（はぎわら けんじ）
声 - 三木眞一郎
本作のキーパーソン。元警視庁警備部機動隊所属で、故人。降谷の同期で松田とも親友だった。7年前の11月7日、マンションに設置された爆弾解体中に殉職。
コナンは安室から渡された写真を見た時、萩原に既視感を覚えるが、その真相はエピローグで明らかになる。
諸伏 景光（もろふし ひろみつ）
声 - 緑川光
本作のキーパーソン。元警視庁公安部所属の捜査官で、故人。同期の降谷と一緒に黒の組織に潜入していたが、正体が露見したために自身の携帯ごと銃で心臓を打ち抜き自殺している。
本作の事件から3年前、安室・松田・伊達と共に、萩原の墓参りに訪れた際、プラーミャの爆弾事件の現場に遭遇しており、プラーミャの肩を銃弾で撃ち抜き負傷させることに成功していた。

#### その他のレギュラーキャラクター
毛利 蘭（もうり らん）
声 - 山崎和佳奈
原作・アニメ本編のヒロイン。新一の幼馴染かつ彼女。関東大会で優勝するほどの空手の達人。
今作では負傷した父・小五郎の介抱が中心になっている。終盤では蘭の一言が真相の解明に重要な役割を果たす。
毛利 小五郎（もうり こごろう）
声 - 小山力也
蘭の父親で「眠りの小五郎」の異名で有名な私立探偵。コナンの保護者。元警視庁捜査一課強行犯係の刑事。
爆発に巻き込まれて道路に投げ出された哀を庇って重傷を負う。
工藤 新一（くどう しんいち）
声 - 山口勝平 / 高山みなみ（幼少時代）
コナンの本来の姿で高校生探偵。
新一としての登場はオープニングと幼少期の回想のみ。
灰原 哀（はいばら あい）
声 - 林原めぐみ
元黒の組織の一員かつAPTX4869の開発者で、コナンの正体を新一と知る数少ない人物の1人。
すれ違ったオレグが落とした紙を拾って返した際に爆発に巻き込まれてしまうが、小五郎のおかげで軽傷で済んだ。ハロウィン当日は女海賊の仮装をし、少年探偵団の3人と共にプラーミャの爆弾を止める作戦に参加する。
風見 裕也（かざみ ゆうや）
声 - 飛田展男
警視庁公安部所属の公安警察捜査官で警部補。
安室と共に爆弾犯を追い詰めるが、至近距離で爆発を受けて負傷する。安室の命令で捜査一課と協力体制をとる。
目暮 十三（めぐれ じゅうぞう）
声 - 茶風林
警視庁刑事部捜査一課強行犯捜査三係の警部。
同期の村中が脅迫されたことで、彼の結婚式の警護を決める。
白鳥 任三郎（しらとり にんざぶろう）
声 - 井上和彦
警視庁捜査一課の警部。
千葉 和伸（ちば かずのぶ）
声 - 千葉一伸
警視庁捜査一課の刑事で巡査部長。
爆発事件の聞き込みをしていたところ、ドミトリーとグリゴーリーに拉致されてしまう。
宮本 由美（みやもと ゆみ）
声 - 杉本ゆう
警視庁交通部交通執行課の婦警で警部補。
三池 苗子（みいけ なえこ）
声 - 田中理恵
警視庁交通部交通執行課の婦警。千葉の幼馴染で交際している。
千葉が解放された時は、人目も憚らず号泣しながら抱きついた。
松本 清長（まつもと きよなが）
声 - なし
警視庁の警視正。
結婚式の警護訓練で登場し、佐藤とバージンロードを歩いた。
鈴木 園子（すずき そのこ）
声 - 松井菜桜子
蘭の同級生で親友。
本作での出番は冒頭の訓練による高木・佐藤刑事の結婚式に参加したシーンのみ。
阿笠博士（あがさ ひろし）
声 - 緒方賢一
コナンの正体を新一と知る数少ない人物の1人で、発明家。
瞬時にバルーン大に膨らむ新型ボール射出ベルトの開発に難儀していたが、映画後半には完成させプラーミャの爆弾を止める作戦に一役買った。
ダジャレクイズは映画後半でカボチャの着ぐるみを着用しながら出題している。
吉田 歩美（よしだ あゆみ）、小嶋 元太（こじま げんた）、円谷 光彦（つぶらや みつひこ）
声 - 岩居由希子（歩美）、高木渉（元太）、大谷育江（光彦）
少年探偵団の3人。映画終盤でコナンと共にプラーミャの爆弾を止める作戦に協力する。
爆弾犯の男
声 - 中田譲治
本名は不明。面長で眼鏡を掛けた長髪の男性で、過去3度に渡って爆弾事件を企て、その内2度の爆破で萩原研二と松田陣平を殉職させている。コナン達の活躍で3度目の犯行は失敗し、佐藤と高木に逮捕されて刑務所で服役中となっていた。
本作でプラーミャの手引きにより脱獄。直後に駆け付けた安室と風見に追い詰められるが、プラーミャに首輪爆弾を仕掛けられており、2人の目の前で爆死した。

### オリジナルキャラクター
プラーミャ
本作のキーパーソン。ロシアを拠点とし、世界各地で活動している謎の殺し屋。ペストマスクに似た仮面をつけており、国籍・年齢・性別など詳細は一切不明。銃火器の扱いに手練れており、高い身体能力を持つ。逃走の際には、フックショットを使用して高低差をものともせずに移動する。
ピンク色と水色の2つの液体を混合させることで高威力の爆発を引き起こす、特殊な液体爆弾を使用する。大がかりな機械を使用した据え置き型の爆弾のほか、同じ液体火薬を搭載した首輪型の爆弾も使用する。
ロシアで活動していた際には、エレニカの家族をはじめ多くの人々を殺害し、自分の正体を見た目撃者もすべて抹殺してきた。また、3年前に日本で降谷・松田・伊達・諸伏と遭遇しており、その際は右肩を負傷しつつも逃亡した。現在になって上述の爆弾犯の男を囮にして降谷の前に現れ、彼の首に首輪爆弾を取り付ける。その首輪爆弾の特徴から、降谷は3年前に遭遇した爆弾犯と同じ人物であると見抜く。
村中 努（むらなか つとむ）
声 - 三宅健太
元警視庁捜査一課の警視正。41歳。目暮の同期で、警視正まで上り詰めたことから出世頭とされている。現役時代は「鬼の村中」と恐れられていたが、数年前に右肩に大怪我を負い、退職した。入院先の病院で出会ったクリスティーヌと結婚式を挙げる予定だが、プラーミャに脅迫を受けている。
クリスティーヌ・リシャール
声 - 山口由里子
村中の婚約者。40歳。両親ともにフランス人だが、20歳から日本で暮らしているため、日本語も堪能。村中とは病院で知り合い、趣味も共通していたことから親しくなり婚約した。2人とも眠りの小五郎のファン。

#### ナーダ・ウニチトージティ（Нада унитожить）
民間のロシア人部隊。名前はロシア語で「（プラーミャの）息の根を止めねば」という意味。メンバーは皆、家族や友人など大切な人をプラーミャに殺害されており、その復讐のために彼を追い続けており、世界中に現れているという。プラーミャの逮捕に煮え切らない各国の警察の対応に苛立ちを募らせたことにより結成された、報復のための組織である。映画終盤、プラーミャの爆弾を止めるためにコナンや少年探偵団と協力する。
エレニカ・ラブレンチエワ
声 - 白石麻衣
本作のキーパーソン。「ナーダ・ウニチトージティ」のリーダー。29歳。金髪と緑がかった瞳が特徴の女性で、顔には火傷のような跡が見られる。過去に母国で息子キリルと警察官だった夫を殺害された上、作中の事件で兄も殺害されたことからプラーミャへの強い復讐心を持ち、なりふり構わず行動する。松田の行方を捜索しており、仲間を多数引き連れて日本を訪れる。日本語は流暢に話すことができる。プラーミャの逮捕への煮え切らない態度から、警察には不信感を持っている。コナンに対しては息子の面影を重ねて特別視している。
オレグ・ラブレンチエフ
声 - ボルケーノ太田
「ナーダ・ウニチトージティ」のメンバーで、エレニカの兄。3年前にプラーミャと接触しており、その際に人質となってしまうが降谷と松田に助けられ、その時に松田の名刺を受け取っていた。爆弾の解体方法を知る松田を探しに来日するが、警視庁前で灰原達とすれ違った直後、所持していたタブレットが爆発して死亡した。
ドミトリー・ラザレフ、グリゴーリー・ラザレフ
声 - ウラジーミル・ボグダーノフ（ドミトリー）、アレクセイ・ラフーボ（グリゴーリー）
「ナーダ・ウニチトージティ」のメンバー。エレニカと行動を共にしている兄弟で、聞き込みをしていた千葉を襲って拉致する。日本語に堪能なエレニカと異なり、2人とも常にロシア語で話している。エレニカの息子が爆殺された際は、炎の中に飛び込もうとするエレニカを必死に止めていた。
セルゲイ
声 - マキシム・コレスニク
「ナーダ・ウニチトージティ」のメンバー。
ロシア人男性
声 - ユージン
「ナーダ・ウニチトージティ」のメンバー。

## スタッフ
- 原作 - 青山剛昌
- 監督・絵コンテ・演出 - 満仲勧
- 脚本 - 大倉崇裕
- 絵コンテ - 寺岡巌、金井次朗
- 演出 - 横山和基、川尻健太郎
- キャラクターデザイン・総作画監督 - 須藤昌朋
- 作画監督 - 清水義治、野武洋行、岩井伸之、高橋成之、岩佐裕子、かわむらあきお、寺岡巌
- エフェクト作画監督 - 橋本敬史
- 作画監督補佐 - 吉見京子、岡田洋奈、井本愛夕、佐々木恵子、本吉晃子、大島美和、大友健一、長野まりえ、柳瀬譲二、油布京子、とみながまり、青木香菜、山本道隆、福嶋沙映
- レイアウトチェッカー - 石川慎亮
- CG監督 - 小岩寛満
- 動画監督 - 奥本静香
- デジタルアドバイザー・動画検査 - 西山薫子
- 色彩設計 - 中尾総子
- 色指定・仕上検査 - 上野裕美香
- 仕上検査補佐 - 伊藤良樹、伊藤敦子、奥井恵美子、天本洋介、周藤宏太、袴田純子
- 美術監修 - 石垣努
- 美術監督 - 佐藤勝、福島孝喜
- 美術設定 - 寺岡巌
- イメージボード - loundraw
- グラフィックデザイナー - 志村泰央
- 撮影監督 - 西山仁
- オープニングCG・メインタイトルCGアニメーション - 高尾駿
- 音響制作 - AUDIO PLANNING U
- 音響監督 - 浦上靖之、浦上慶子
- ミキサー - 小沼則義
- アシスタントミキサー - 岡田朋浩
- 音響効果 - 石野貴久、佐藤理緒
- 音楽 - 菅野祐悟
- 音楽プロデューサー - 福島毅、田中拓也
- 音楽協力 - 佐藤祐大
- ロシア語監修 - ジェーニャ、飯田梅子、工藤孝史
- 編集 - 岡田輝満
- ストーリーエディター - 飯岡順一
- 宣伝プロデューサー - 林原祥一、三浦広輝
- 制作協力 - Production I.G
- アニメーションプロデューサー - 藤堂真孝
- プロデューサー - 近藤秀峰、汐口武史、寺島清晃
- アニメーション制作 - TMS / 第1スタジオ
- 製作 - 「名探偵コナン」製作委員会（小学館、ytv、日テレ、ShoPro、東宝、トムス・エンタテインメント）
- 配給 - 東宝

## 音楽

### 主題歌
「クロノスタシス」
作詞・作曲 - 藤原基央 / 歌 - BUMP OF CHICKEN

### 挿入歌
「キミがいれば（ハロウィンの花嫁ヴァージョン）」
歌 - 青木カレン / 作詞 - 高柳恋 / 作曲 - 大野克夫 / 編曲 - 菅野祐悟
第10作『探偵たちの鎮魂歌』以来16年振りの起用となった。

### サウンドトラック
今作の劇伴はすべて菅野祐悟が担当。前作まで担当した大野克夫は、菅野によるメインテーマの編曲を監修するなど制作に協力する形で参加している。

#### 収録曲
| 全作曲: 菅野祐悟（#4、#45を除く）。 |                                                              |      |                            |
| #                                   | タイトル                                                     | 作詞 | 作曲・編曲                 |
| 1.                                  | 「永遠の愛の誓い」                                           |      | 菅野祐悟 （#4、#45を除く） |
| 2.                                  | 「首輪爆弾」                                                 |      | 菅野祐悟 （#4、#45を除く） |
| 3.                                  | 「予行演習」                                                 |      | 菅野祐悟 （#4、#45を除く） |
| 4.                                  | 「名探偵コナンメインテーマ（ハロウィンの花嫁ヴァージョン）」 |      | 菅野祐悟 （#4、#45を除く） |
| 5.                                  | 「でんぐり返し」                                             |      | 菅野祐悟 （#4、#45を除く） |
| 6.                                  | 「タブレットとメモ」                                         |      | 菅野祐悟 （#4、#45を除く） |
| 7.                                  | 「名刺」                                                     |      | 菅野祐悟 （#4、#45を除く） |
| 8.                                  | 「回想 〜リメンバー〜」                                      |      | 菅野祐悟 （#4、#45を除く） |
| 9.                                  | 「形跡」                                                     |      | 菅野祐悟 （#4、#45を除く） |
| 10.                                 | 「理不尽な命令」                                             |      | 菅野祐悟 （#4、#45を除く） |
| 11.                                 | 「ジェラシー」                                               |      | 菅野祐悟 （#4、#45を除く） |
| 12.                                 | 「フィアンセとの出会い」                                     |      | 菅野祐悟 （#4、#45を除く） |
| 13.                                 | 「恋する君へ」                                               |      | 菅野祐悟 （#4、#45を除く） |
| 14.                                 | 「地下シェルター」                                           |      | 菅野祐悟 （#4、#45を除く） |
| 15.                                 | 「4人の約束」                                                |      | 菅野祐悟 （#4、#45を除く） |
| 16.                                 | 「3年前の事件」                                              |      | 菅野祐悟 （#4、#45を除く） |
| 17.                                 | 「闘いの火蓋」                                               |      | 菅野祐悟 （#4、#45を除く） |
| 18.                                 | 「頭脳戦 〜一進一退の攻防〜」                                |      | 菅野祐悟 （#4、#45を除く） |
| 19.                                 | 「絶体絶命 〜揺れる運命〜」                                  |      | 菅野祐悟 （#4、#45を除く） |
| 20.                                 | 「空からのお礼」                                             |      | 菅野祐悟 （#4、#45を除く） |
| 21.                                 | 「僕らの休日」                                               |      | 菅野祐悟 （#4、#45を除く） |
| 22.                                 | 「最強の探偵達」                                             |      | 菅野祐悟 （#4、#45を除く） |
| 23.                                 | 「とんだプレゼント」                                         |      | 菅野祐悟 （#4、#45を除く） |
| 24.                                 | 「緊迫のスピーカーフォン」                                   |      | 菅野祐悟 （#4、#45を除く） |
| 25.                                 | 「正体不明の殺し屋」                                         |      | 菅野祐悟 （#4、#45を除く） |
| 26.                                 | 「何らかの繋がり」                                           |      | 菅野祐悟 （#4、#45を除く） |
| 27.                                 | 「危険な誘い」                                               |      | 菅野祐悟 （#4、#45を除く） |
| 28.                                 | 「トリックオアトリート」                                     |      | 菅野祐悟 （#4、#45を除く） |
| 29.                                 | 「復讐の誓い」                                               |      | 菅野祐悟 （#4、#45を除く） |
| 30.                                 | 「アジト 〜罠〜」                                            |      | 菅野祐悟 （#4、#45を除く） |
| 31.                                 | 「本当の敵は…」                                              |      | 菅野祐悟 （#4、#45を除く） |
| 32.                                 | 「敵からの警告」                                             |      | 菅野祐悟 （#4、#45を除く） |
| 33.                                 | 「交錯する目的」                                             |      | 菅野祐悟 （#4、#45を除く） |
| 34.                                 | 「解けていく謎」                                             |      | 菅野祐悟 （#4、#45を除く） |
| 35.                                 | 「不安と雑踏」                                               |      | 菅野祐悟 （#4、#45を除く） |
| 36.                                 | 「ハロウィンクイズ」                                         |      | 菅野祐悟 （#4、#45を除く） |
| 37.                                 | 「誓いの儀式 〜踏み絵〜」                                    |      | 菅野祐悟 （#4、#45を除く） |
| 38.                                 | 「血塗られたウエディングドレス」                             |      | 菅野祐悟 （#4、#45を除く） |
| 39.                                 | 「屈辱の復讐と代償」                                         |      | 菅野祐悟 （#4、#45を除く） |
| 40.                                 | 「運命のランタン」                                           |      | 菅野祐悟 （#4、#45を除く） |
| 41.                                 | 「プレゼントのお返し 〜最後の戦い」                          |      | 菅野祐悟 （#4、#45を除く） |
| 42.                                 | 「怒りに塗れたプライド」                                     |      | 菅野祐悟 （#4、#45を除く） |
| 43.                                 | 「破裂」                                                     |      | 菅野祐悟 （#4、#45を除く） |
| 44.                                 | 「憎しみと悲しみを抱いて」                                   |      | 菅野祐悟 （#4、#45を除く） |
| 45.                                 | 「キミがいれば（ハロウィンの花嫁ヴァージョン）」             |      | 菅野祐悟 （#4、#45を除く） |
| 46.                                 | 「揺れ動く運命 〜奇跡を信じて〜」                            |      | 菅野祐悟 （#4、#45を除く） |
| 47.                                 | 「あの日のキミへ」                                           |      | 菅野祐悟 （#4、#45を除く） |
| 48.                                 | 「ドタバタロック」                                           |      | 菅野祐悟 （#4、#45を除く） |

## プロモーション
2021年10月26日に渋谷を背景に警察学校組の5人がハロウィンの仮装をしているイベントビジュアルが公開された。
2021年12月4日には、「揺れる警視庁 1200万人の人質」のライブ配信&チャットパーティーがHuluやYouTubeにて緊急特別企画として開催された。
2021年12月14日には、六本木ミュージアムにて参加型エンターテインメント『名探偵コナン ライブ・ミュージアム 〜ハロウィンの贈り物〜』が2022年2月11日より公演されることが発表された。上演されるストーリーは本作へつながるとされている。
2022年1月26日には本作のゲスト声優が白石麻衣であることが発表された。
2022年2月14日には、主題歌がBUMP OF CHICKENの新曲「クロノスタシス」に決定したことが発表され、主題歌入りの予告映像が公開された。
2022年2月22日には、作品タイトルの「花嫁」にちなみ、工藤新一と毛利蘭、高木と佐藤のカップルに加え、参列者風におめかししたコナンと灰原哀の映画本編には登場しないウエディングビジュアルが公開された。
2022年3月4日には、特典付きムビチケ前売り券が全国の劇場で発売されたほか、本作の公開を記念して同年4月15日・4月22日に『金曜ロードショー』枠にて特別企画「2週連続名探偵コナン」を実施することが発表された。4月15日にはテレビシリーズ特別編集版『名探偵コナン 本庁の刑事恋物語〜結婚前夜〜』、4月22日には劇場版第24作『緋色の弾丸』をそれぞれ放送する。
2022年3月16日には、同年4月5日に都内で完成“披露宴”試写会が行われることが発表された。また、ムビチケ前売り券購入者限定の投票企画「名探偵コナン 理想の花嫁〜My ideal bride〜」の告知が発表された。1位に輝いたキャラクターは作者の青山剛昌がイラストを描き下ろし、投票特典としてloundrawが描いた『ハロウィンの花嫁』のイメージボード壁紙が配布される。『名探偵コナン公式アプリ』においても企画に連動したプレゼントキャンペーンが実施される。
2022年3月19日、公式ツイッターにて、上記の投票企画の内容を巡って批判が相次いだことにより、企画名と内容を変更することを発表した。
2022年3月25日、公開日の4月15日にIMAX、MX4D、4DX、ドルビーシネマが同時上映されることが決定。通常版と合わせて合計500館での上映を予定しており、コナン史上最大規模の公開館数となる。
2022年4月5日、東京国際フォーラムにて前述の完成“披露宴”試写会と完成披露舞台挨拶が開催され、高山みなみ、高木渉、古谷徹、山崎和佳奈、白石が登壇した。
2022年10月27日、11月9日のBlu-ray＆DVD発売を記念して、製作陣による『名探偵コナン プレミアムトークナイト』を東宝MovieチャンネルにてYouTube生配信を行なった。
2022年10月28日〜11月7日に全国160館の劇場にて「ハロウィン再会（リバイバル）上映」と題した再上映を開催し、入場者プレゼントとして『青山剛昌先生描き下ろし・ハロウィングリーティングカード』を配布。入場者プレゼントの配布は特殊上映を除けば、第20作『純黒の悪夢』以来劇場版シリーズで2度目となる。
2022年10月31日、再上映の全国の劇場の19:00の上映回にて「ハロウィンパーティー上映会」と題した無発声応援上映会を実施した。
2022年11月7日のハロウィン再会上映最終日に、TOHOシネマズ渋谷にて「“最後の待ち合わせ”舞台挨拶」を実施し、再会上映の全国の上映館にて同時中継を行なった。

## 興行成績
2022年4月16日、TOHOシネマズ六本木ヒルズにて開催された公開記念舞台挨拶に高山みなみ、山崎和佳奈、古谷徹、白石麻衣が登壇し、公開初日の1日で前々作『紺青の拳』対比で124%の好スタートを切ったことが発表された。
11月8日、興行収入97億4116万6250円、観客動員数699万6848人を記録したことが発表され、その後、興行収入は12月13日に東宝の会見で97.8億円に上方修正された。
|                                      | 動員数 （万人） | 動員数 （万人） | 動員数 （万人） | 興行収入 （億円） | 興行収入 （億円） | 出典・備考                                             |
| 週末                                 | 週末            | 累計            | 週末            | 累計              |                   | 出典・備考                                             |
| ------------------------------------ | --------------- | --------------- | --------------- | ----------------- | ----------------- | ------------------------------------------------------ |
| 1週目の週末 （2022年4月16日・17日）  | 1位             | 96.6            | 132.2           | 13.84             | 19.7              | [ 42 ]                                                 |
| 2週目の週末 （4月23日・24日）        | 1位             | 62.4            | 254             | 8.94              | 36.0              | [ 43 ] [ 44 ]                                          |
| 3週目の週末 （4月30日・5月1日）      | 1位             | 58.0            | 373.2           | 7.35              | 52.3              | 累計興収50億円到達によりシリーズ累計興収1000億円突破。 |
| 4週目の週末 （5月7日・8日）          | 1位             | 27.9            | 500             | 3.97              | 69.7              | [ 47 ] [ 48 ]                                          |
| 5週目の週末 （5月14日・15日）        | 2位             | 20.7            | 541             | 3.0               | 75.4              | [ 49 ] [ 50 ] [ 51 ]                                   |
| 6週目の週末 （5月21日・22日）        | 3位             | 16.6            | 572             | 2.38              | 79.9              | [ 52 ] [ 53 ] [ 54 ]                                   |
| 7週目の週末 （5月28日・29日）        | 4位             |                 | 598             |                   | 83.5              | [ 55 ] [ 56 ] [ 57 ]                                   |
| 8週目の週末 （6月4日・5日）          | 5位             |                 | 617             |                   | 86.1              | [ 58 ] [ 59 ] [ 60 ]                                   |
| 9週目の週末 （6月11日・12日）        | 5位             |                 | 630             |                   | 87.9              | [ 61 ] [ 62 ] [ 63 ]                                   |
| 10週目の週末 （6月18日・19日）       | 7位             |                 | 640             |                   | 89.3              | [ 64 ] [ 65 ] [ 66 ]                                   |
| 11週目の週末 （6月25日・26日）       | 10位            |                 |                 |                   | 90.3              | [ 67 ] [ 68 ] [ 69 ]                                   |
| 12週目の週末 （7月2日・3日）         | 10位            |                 | 653             |                   | 91.0              | [ 70 ] [ 71 ]                                          |
| 13週目の週末 （7月9日・10日）        | 圏外            |                 |                 |                   | 91.6              | [ 72 ]                                                 |
| 14週目の週末 （7月16日・17日）       | 圏外            |                 |                 |                   | 92.2              | [ 73 ]                                                 |
| 15週目の週末 （7月23日・24日）       | 圏外            |                 |                 |                   | 92.5              | [ 74 ]                                                 |
| 再上映1週目の週末 （10月29日・30日） | 3位             | 8.2             | 680             | 1.14              | 94.8              | [ 75 ] [ 76 ] [ 77 ]                                   |
| 再上映2週目の週末 （11月5日・6日）   | 4位             |                 | 695             |                   | 96.8              | [ 78 ]                                                 |
| 最終成績                             | 699万人         | 699万人         | 699万人         | 97.8億円          | 97.8億円          | [ 5 ]                                                  |

## 受賞歴
2022年12月1日、第40回ゴールデングロス賞日本映画部門において優秀銀賞を受賞した。

## テレビ放送
| 回数 | 番組名（放送枠名） | 放送形態 | 放送日       | 放送時間（JST） | 放送分数 | 平均世帯視聴率 | 平均個人視聴率 | 備考                                                                                                   |
| ---- | ------------------ | -------- | ------------ | --------------- | -------- | -------------- | -------------- | --- |
| 1    | 金曜ロードショー   |          | 2023年4月7日 | 21:00-22:54     | 114分    | 10.4%          | 6.8%           | 本編、エンディング、エピローグなどの一部シーンをカットして放送。視聴率はビデオリサーチ(関東地区)調べ。 |

## 名探偵コナン 本庁の刑事恋物語〜結婚前夜〜
2022年4月15日に『金曜ロードショー』で放送されたスペシャルエピソード。
過去にテレビ放送された「揺れる警視庁 1200万人の人質」、「本庁の刑事恋物語シリーズ」の一部場面をデジタルリマスター処理の上、コナン・佐藤刑事・高木刑事がそれぞれの場面をナレーション形式で解説するストーリーとなっている。キャスト陣は全て新規収録となっている。エピローグは新規シーンが追加されており、翌日放送の1039話と同じく劇場版第25作『ハロウィンの花嫁』のプレストーリーとなっている。視聴率は7.6%。

### 登場人物・キャスト
- 江戸川コナン - 高山みなみ
- 高木渉 - 高木渉
- 佐藤美和子 - 湯屋敦子
- 目暮十三 - 茶風林
- 白鳥任三郎 - 井上和彦
- 千葉和伸 - 千葉一伸
- 松本清長 - 加藤精三
- 松田陣平 - 神奈延年
- 萩原研二 - 三木眞一郎
- 伊達航 - 東地宏樹
- 吉田歩美 - 岩居由希子
- 小嶋元太 - 高木渉
- 円谷光彦 - 大谷育江
- 阿笠博士 - 緒方賢一
- 灰原哀 - 林原めぐみ
- 毛利蘭 - 山崎和佳奈
- 工藤新一 - 山口勝平
- 鈴木園子 - 松井菜桜子
- 宮本由美 - 杉本ゆう
- 三池苗子 - 田中理恵
- 爆弾犯 - 中田譲治
- 放火犯 - 大友龍三郎
- 笛本隆策 - 佐藤正治
- 鹿野修二 - 鈴木琢磨
- 鍋井永貴 - 宮下栄治
- 矢倉麻吉 - 堀井茶渡
- 刑事 - 柳沢栄治、小田敏充、鳥海勝美
- TVスタッフ - 蓮池龍三
- 女性店員 - 生田ひかる
- 女の子 - 城戸まどか

## 映像作品
2022年11月9日、Blu-rayとDVDの全4形態で発売。
豪華盤（Blu-ray2枚組・DVD2枚組）には本編映像のほか、『名探偵コナン 本庁の刑事恋物語〜結婚前夜〜』やTVシリーズ『空飛ぶハロウィンカボチャ』などが収録されている。封入特典は描き下ろしイラストの三方背ケースとデジパック、スペシャルイラストブック、『コナンコレクターズクラブパスポート』、ポストカード。通常盤（Blu-ray・DVD）には本編映像が収録されており、封入特典はポストカード。
2022年9月19日までの早期購入で、CDショップではB2サイズポスター、オンラインショップではポストカードが付属する。また、購入先によって異なる先着特典も用意されており（#店舗特典）、店舗別のオリジナルグッズ付きバンドルセットも発売される（#バンドルセット）。
| 発売日        | タイトル                          | 媒体         | 規格品番             | 備考                   |
| ------------- | --------------------------------- | ------------ | -------------------- | ---------------------- |
| 2022年11月9日 | 『名探偵コナン ハロウィンの花嫁』 | Blu-ray2枚組 | ONXD-2031 （豪華盤） | 特典映像・封入特典付き |
| 2022年11月9日 | 『名探偵コナン ハロウィンの花嫁』 | Blu-ray      | ONXD-2033 （通常盤） | 封入特典付き           |
| 2022年11月9日 | 『名探偵コナン ハロウィンの花嫁』 | DVD2枚組     | ONBD-2627 （豪華盤） | 特典映像・封入特典付き |
| 2022年11月9日 | 『名探偵コナン ハロウィンの花嫁』 | DVD          | ONBD-2629 （通常盤） | 封入特典付き           |

### 店舗特典
| 対象店舗                 | オリジナル特典                              |
| ------------------------ | ------------------------------------------- |
| セブンネットショッピング | アクリルキーホルダー                        |
| ローソン                 | 缶バッジ                                    |
| HMV                      | 缶バッジ                                    |
| TSUTAYA                  | A4クリアファイル                            |
| GEO                      | ミニ色紙                                    |
| Amazon                   | ポストカード15枚セット                      |
| 楽天BOOKS                | ペットボトルホルダー                        |
| アニメイト               | A3クリアポスター / B5サイズステッカーセット |
| Musing                   | シートステッカー                            |
| タワーレコード           | クリアファイルA4                            |
| エディオン               | マグネット                                  |
| Joshinディスクピア       | ラバーキーホルダー                          |
| 応援SHOP                 | クリアカード                                |

### バンドルセット
| 対象店舗                   | 限定グッズ                                                     |
| -------------------------- | -------------------------------------------------------------- |
| セブンネットショッピング   | オリジナルキャンバスアート（F3サイズ）                         |
| Loppi                      | オリジナルアクリルスティック2個セット                          |
| HMV                        | オリジナルアクリルスティック2個セット                          |
| TSUTAYA                    | オリジナルアクリルスタンド                                     |
| GEO                        | オリジナルスチールブック                                       |
| アニメイト                 | オリジナルA4サイズ2面ポートレート                              |
| Musing                     | オリジナルキャンバスアート（F0サイズ）                         |
| 少年サンデープレミアムSHOP | オリジナル・青山剛昌先生 修正絵コンテ 卓上複製原画（A5サイズ） |